# Lluís Pujol
Lluís Pujol i Codina (Castellbell y Vilar, Barcelona, España, 25 de mayo de 1947) es un exfutbolista y entrenador español. 

## Trayectoria
Jugó en el Fútbol Club Barcelona con un periodo intermedio en el C. D. Sabadell. En la temporada 1974-1975 jugaría en el U.E. Sant Andreu, donde se retiró a final de temporada.

## Clubes
| Club           | País   | Año  |
| -------------- | ------ | ---- |
| FC Barcelona   | España | 1965 |
| CD Sabadell    | España | 1968 |
| FC Barcelona   | España | 1969 |
| CD Castellón   | España | 1973 |
| UE Sant Andreu | España | 1975 |

## Palmarés
| Título         | Club                  | Año  |
| -------------- | --------------------- | ---- |
| Copa de Ferias | Fútbol Club Barcelona | 1966 |
| Copa de España | Fútbol Club Barcelona | 1968 |
| Copa de España | Fútbol Club Barcelona | 1971 |